# Бар, Юрис
Юрис Бар (Барс, латыш. Juris Bārs; 23 февраля 1808, Курляндская губерния — 19 декабря 1879, Кулдига) — первый латышский народный языковед, врач и поэт. Был автором реорганизации письменного латышского языка. Работы Бара легли в основу издания Lettische Grammatik.

## Биография
Юрис Бар родился в 1808 году в современной Ливберзской волости. Окончил Императорский Дерптский университет (1842 г.). До 1855 года работал врачом. С 1840 года активно участвовал в Латышском литературном обществе.